# 群馬県道209号貫前神社線
群馬県道209号貫前神社線（ぐんまけんどう209ごう ぬきさきじんじゃせん）は、群馬県富岡市内にある一般県道。総延長は短いが、県道である。

## 概要
貫前神社までをつなぐ道ということもあり、年末年始など、時期が来るとたくさんの人々が利用するが、通常はごく少数の人しか利用しない。

### 路線データ
- 起点：富岡市一ノ宮1535番 貫前神社[1]
- 終点：富岡市一ノ宮1357番の1[1]（群馬県道199号菅原一ノ宮線交点）

## 歴史
- 1959年（昭和34年）9月18日：群馬県より現・道路法に基づき、県道貫前神社線（富岡市一ノ宮町 貫前神社 - 県道富岡野沢線[注釈 1]交点〈富岡市一ノ宮〉、整理番号112）が路線認定される[2]。
  - 同日、前身路線にあたる県道一ノ宮貫前線（富岡市一ノ宮町 - 同市 貫前神社、整理番号200）が路線廃止される[3]。

## 地理

### 通過する自治体
- 群馬県
  - 富岡市

### 交差する主な道路
- 群馬県道199号菅原一ノ宮線